# Begraafplaats van Berthaucourt
De Begraafplaats van Berthaucourt is een gemeentelijke begraafplaats in Berthaucourt, een gehucht van het Franse dorp Pontru (departement Aisne). De begraafplaats ligt aan de Rue de la Croix Saint-Claude op 450 m ten zuidwesten van het dorpscentrum (gemeentehuis) en heeft een driehoekig grondplan met een haag als omheining. De toegang bestaat uit een tweedelig hek tussen betonnen zuilen. Aan de zuidelijke rand van de begraafplaats ligt een Brits militair perk met gesneuvelden uit de Eerste Wereldoorlog.

## Britse oorlogsgraven
Het Britse perk heeft een rechthoekige vorm met een oppervlakte van 298 m², daarin begrepen de vier graven die een twaalftal meter westelijker tussen de burgerlijke graven liggen. Een lange stenen zitbank met centraal het Cross of Sacrifice staat tegen de zuidelijke rand van de begraafplaats.

### Geschiedenis
Het dorp bleef tot april 1917 bezet door de Duitsers maar vanaf dan werden door Britse eenheden hevige aanvallen uitgevoerd waardoor het dorp (of de ruïnes ervan) verschillende malen van kamp verwisseld. Het wordt pas op 24 september 1918, vóór de slag om het Canal du Nord door de 24th Division definitief veroverd.
Er worden nu meer dan 70 Britse slachtoffers herdacht waarvan de meerderheid leden van de 1st Northamptons en de 2nd Royal Sussex waren die sneuvelden op die 24e september.
De graven worden onderhouden door de Commonwealth War Graves Commission en staan er geregistreerd onder Berthaucourt Communal Cemetery.

### Onderscheiden militairen
- F.E. Adkin, onderluitenant bij het Royal Sussex Regiment en H.R. Oliver, schutter bij het King's Royal Rifle Corps werden onderscheiden met de Military Medal (MM).